# Rhantus suturalis
Rhantus suturalis är en skalbaggsart som först beskrevs av W. S. Macleay 1825.  Rhantus suturalis ingår i släktet Rhantus och familjen dykare. Arten är reproducerande i Sverige. Inga underarter finns listade i Catalogue of Life.

## Bildgalleri

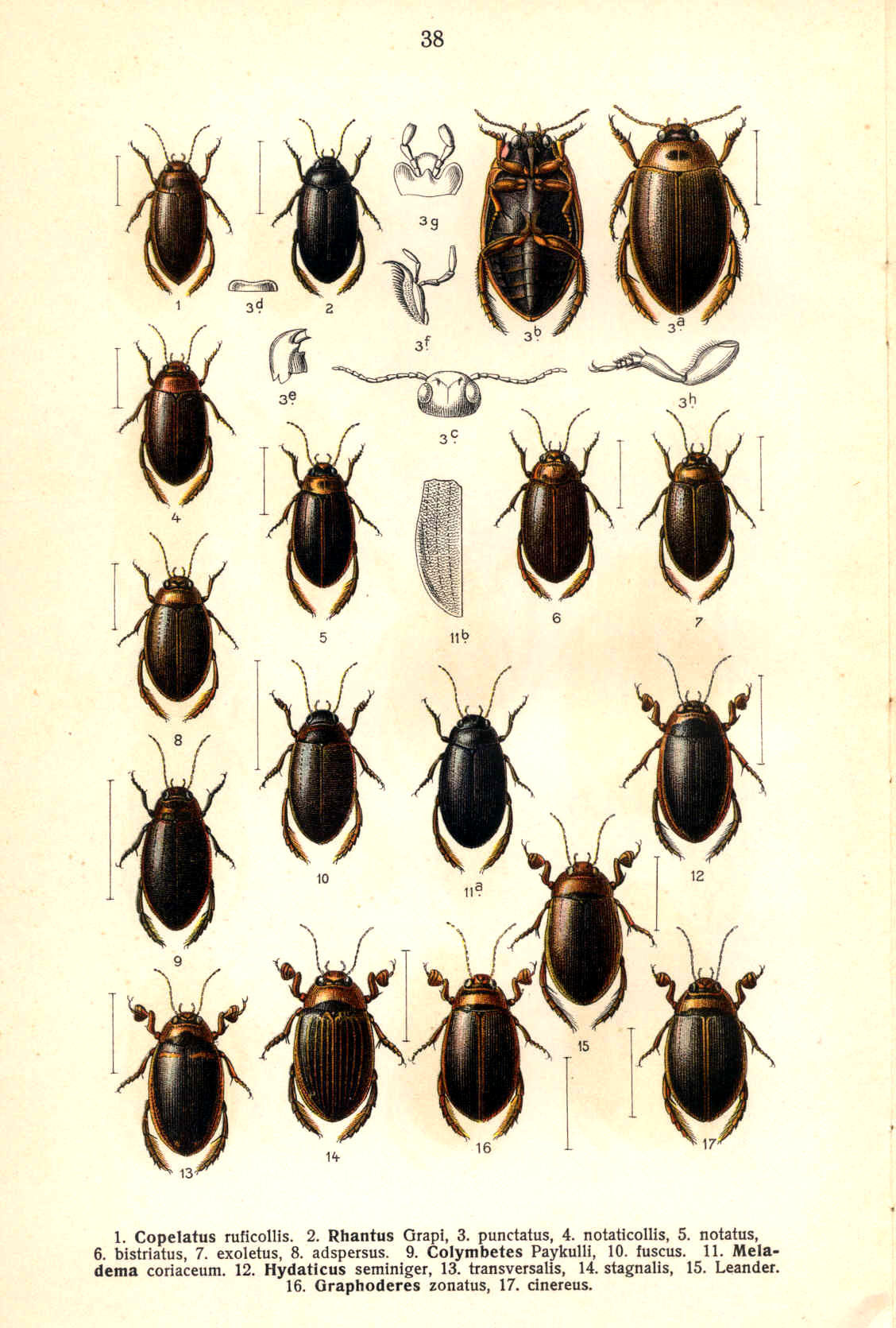
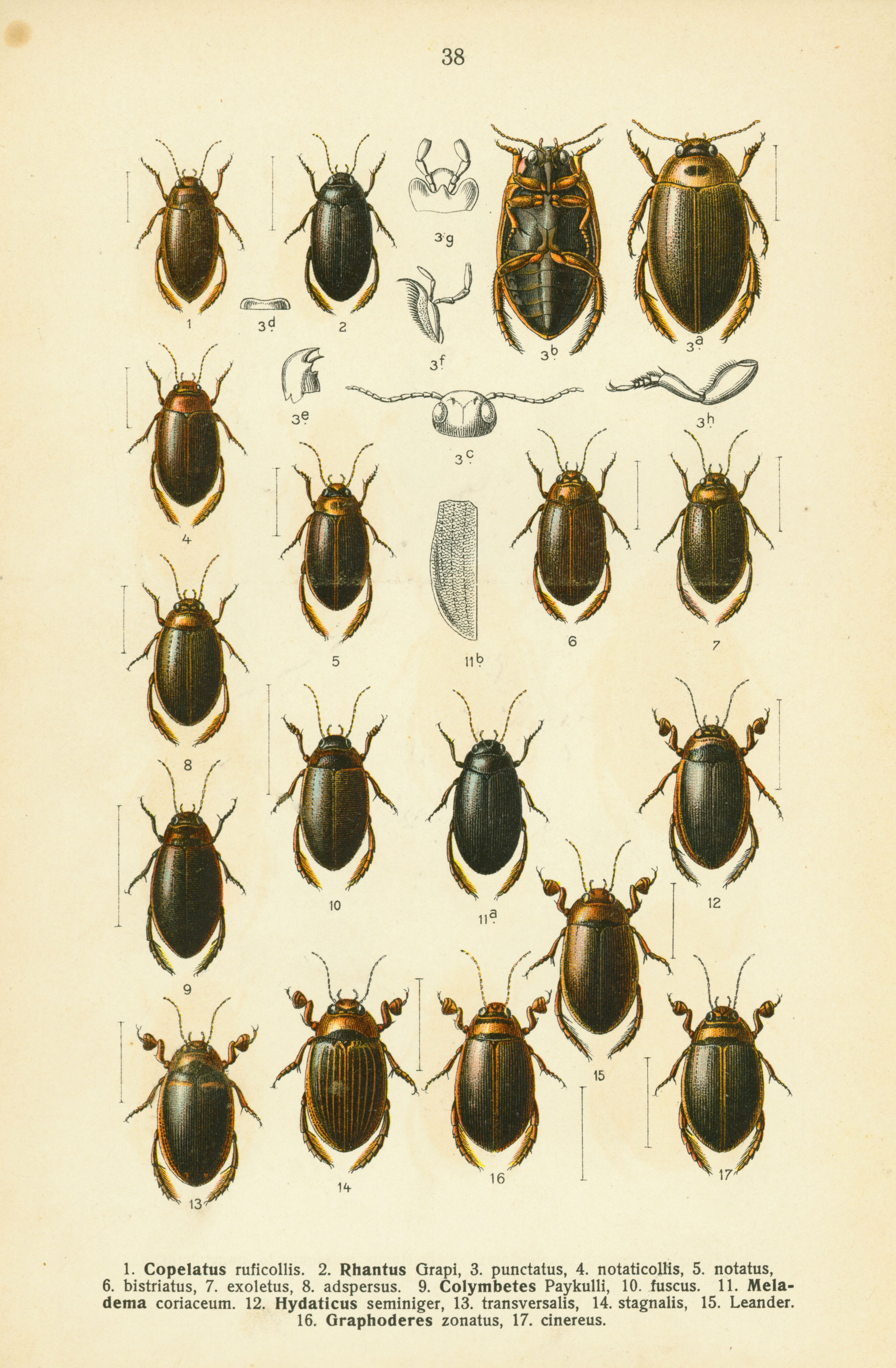
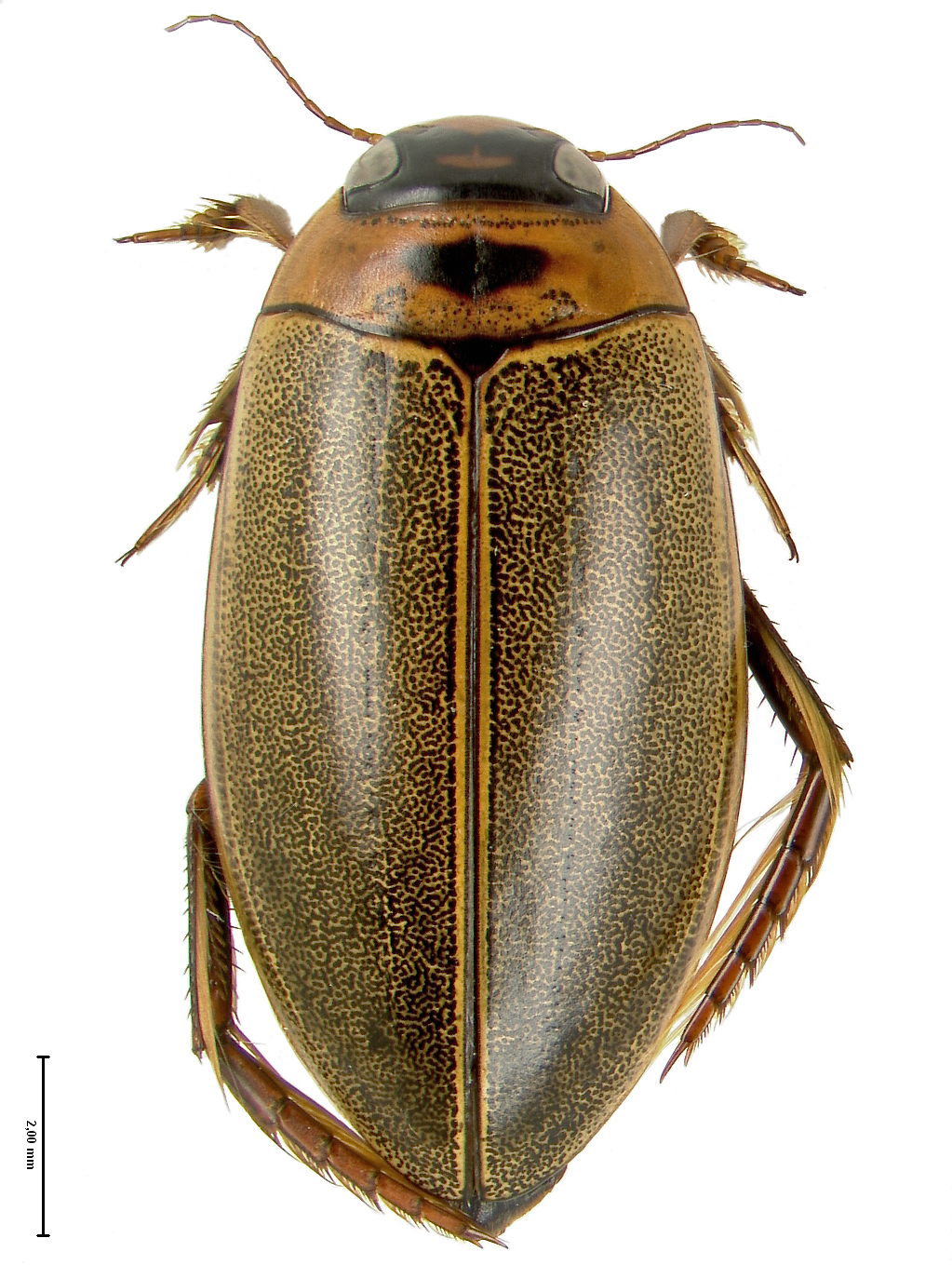